# Gruppo di Pasifae

Il diagramma mostra i satelliti di Giove nelle vicinanze di Pasifae

Il gruppo di Pasifae è composto dai satelliti naturali di Giove i cui parametri orbitali si avvicinano a quelli del capostipite del gruppo, Pasifae, appunto.
I semiassi maggiori delle orbite di questi satelliti vanno da 22,8 a 24,1 milioni di km (similmente al gruppo di Carme), le loro inclinazioni orbitali da 144,5° a 158,3°, le loro eccentricità da 0,25 a 0,43; il loro moto è retrogrado.
L'Unione Astronomica Internazionale riserva i nomi terminanti in -e per tutti i satelliti retrogradi di Giove, inclusi i membri di questo gruppo.

## Componenti
I membri del gruppo, in ordine di distanza da Giove, sono:
- Euridome
- S/2003 J 23
- Egemone
- Pasifae
- Sponde
- Cillene
- Megaclite
- S/2003 J 4
- Calliroe
- Sinope
- Autonoe
- Aede
- Core
- S/2010 J 1
- S/2011 J 2

### Membri principali
I parametri orbitali per i principali membri del gruppo sono (il segno meno davanti al periodo indica che l'orbita è retrograda):
| Nome      | Diametro (km) | Periodo (giorni) | Note                                                    |
| --------- | ------------- | ---------------- | ------------------------------------------------------- |
| Pasifae   | 57,8          | −722,34          | il membro di maggiori dimensioni e prototipo del gruppo |
| Sinope    | 35            | −777,29          | colore rosso                                            |
| Calliroe  | 9,6           | −787,43          | colore rossastro                                        |
| Megaclite | 5             | −747,09          | colore rossastro                                        |
| Autonoe   | 4             | −719,01          |                                                         |
| Euridome  | 3             | −722,59          |                                                         |
| Sponde    | 2             | −734,89          |                                                         |

## Origine
Si ritiene che il gruppo di Pasifae si sia formato quando Giove ha catturato un asteroide che si è successivamente frammentato in seguito a una collisione. L'asteroide progenitore non sembra essere stato fortemente perturbato da questo impatto: si calcola che il corpo celeste originario avesse un diametro di 60 km e una massa simile a quella di Pasifae, che ha il 99% della massa originaria dell'asteroide. Tuttavia, se Sinope fa effettivamente parte del gruppo, allora il rapporto di massa di Pasifae diventa dell'87%. Alcuni autori non includono Sinope nel gruppo.
A differenza dei gruppi di Carme e di Ananke, l'ipotesi di un'origine conseguente a un singolo impatto non è accettata da tutti gli studiosi. Nel gruppo di Pasifae i membri hanno semiassi simili, ma le inclinazioni orbitali sono molto disperse. Lo studio di Nesvorny, include solo Megaclite nel gruppo di Pasifae. Tuttavia la risonanza secolare, che è nota sia per Pasifae che Sinope, potrebbe contribuire alla forma dell'orbita e fornire una spiegazione per la dispersione post-collisionale degli elementi orbitali.
Una proposta alternativa ipotizza che Sinope non faccia parte dei residui della collisione originaria e sia stato invece catturato successivamente. La differenza di colore tra questi corpi celesti (grigio per Pasifae, rosso chiaro per Calliroe e Megaclite) suggerisce anche un'origine complessa rispetto a un singolo evento collisionale.